# Ziemia
Une ziemia (en latin terra) est une ancienne subdivision administrative de la Pologne.

## Liste
| Nom en polonais     | Nom en latin                          | Nom en français | Capitale          |
| ------------------- | ------------------------------------- | --------------- | ----------------- |
| ziemia krakowska    | Terra Cracoviensis                    | —               | Cracovie          |
| ziemia poznańska    | Terra Posnaniensis                    | —               | Poznań            |
| ziemia sandomierska | Terra Sandomiriensis                  | —               | Sandomierz        |
| ziemia kaliska      | Terra Calisiensis                     | —               | Kalisz            |
| ziemia lwowska      | Terra Leopoliensis                    | —               | Lwów              |
| ziemia sieradzka    | Terra Siradiensis                     | —               | Sieradz           |
| ziemia lubelska     | Terra Lubliniensis                    | —               | Lublin            |
| ziemia łęczycka     | Terra Lanciciensis                    | —               | Łęczyca           |
| ziemia przemyska    | Terra Premisliensis                   | —               | Przemyśl          |
| ziemia bełska       | Terra Belsensis                       | —               | Bełz              |
| ziemia kujawska     | Terra Cuiaviensis                     | —               | —                 |
| ziemia chełmska     | Terra Chelmensis                      | —               | Chełm             |
| ziemia pomorska     | Terra Pomoranie                       | —               | —                 |
| ziemia chełmińska   | Terra Culmensis                       | —               | Chełmno           |
| ziemia michałowska  | Terra Michaloviensis                  | —               | —                 |
| ziemia halicka      | Terra Halicensis                      | —               | Halytch           |
| ziemia dobrzyńska   | Terra Dobriensis                      | —               | Dobrzyń nad Wisłą |
| ziemia podolska     | Terra Podolie                         | —               | —                 |
| ziemia wieluńska    | Terra Vielunensis ou Terra Velumensis | —               | Wieluń            |